# Sosícrates (general)
Sosícrates (en llatí Sosicrates, en grec antic Σωσικράγης) era un vicegeneral dels aqueus en la guerra contra Roma el 147 aC.
Sosícrates va ser el que més va pressionar a l'assemblea de Corint per esforçar-se a tractar amb Quint Cecili Metel Macedònic i per aquesta causa, a l'arribada de Dieu a Corint, fou condemnat a mort. Per obtenir una confessió el van sotmetre a severes tortures de les quals va morir. Aquests fets van disgustar al poble i Dieu no es va atrevir a fer matar als ambaixadors que havia enviat Metel, tal com havia planejat, segons explica Polibi.